# Paraclytemnestra gigantea
Paraclytemnestra gigantea is een keversoort uit de familie boktorren (Cerambycidae). De wetenschappelijke naam van de soort is voor het eerst geldig gepubliceerd in 1974 door Breuning.